# Musea
Musea Records est un label discographique français et association a but non lucratif spécialisé dans le rock progressif et les musiques associées. Il est fondé en 1985 par Francis Grosse et Bernard Gueffier. Ces principales activités sont la production, la distribution, la vente par correspondance et la promotion.

## Histoire
Musea Records est fondé en 1985 de la volonté de Francis Grosse et Bernard Gueffier, deux passionnés de rock progressif et de musiques nouvelles, qui publient un an plus tôt La Discographie du rock français, un ouvrage de référence sur ces genres musicaux. Leur objectif est de créer un label indépendant qui puisse produire et distribuer des artistes ignorés par le système commercial, et de faire découvrir au public des œuvres oubliées du passé.
Le premier album produit par Musea Records est Jeux de nains de Jean-Pascal Boffo, qui connaît un succès immédiat, notamment au Japon. Musea Records se spécialise alors dans la production de rock progressif et de musiques nouvelles, en publiant des albums originaux ou des rééditions de groupes français ou étrangers. Le label se démarque par la qualité de ses livrets, riches en informations, textes, images et photos, ainsi que par l’ajout de titres bonus aux rééditions. Musea Records se diversifie également en créant plusieurs labels associés, consacrés à différents styles musicaux.
Musea Records développe aussi son réseau de distribution, en échangeant des licences avec des labels étrangers, en créant son propre réseau de distribution en France en 2000, et en proposant un catalogue de vente par correspondance et une boutique sur Internet. Musea Records est l’un des plus importants labels de rock progressif en France, avec près de 1 400 références.
Les artistes signés par Musea Records viennent de France, comme Gong, Lazuli, Magma, Minimum Vital, Shub-Niggurath ou Zao et du monde entier. Parmi eux, les noms de Ange, Brand X, Rick Wakeman, Focus, Trace, Anglagard, Atoll, Pulsar, Mona Lisa, Kaipa ou The Flower Kings sont sans doute les plus connus. Musea Records est un distributeur officiel pour de nombreux labels français ou étrangers, qu’il représente en exclusivité dans les grandes chaînes de magasins en France.

En 2023, Musea Records réédite Ark 2, l’album concept de Flaming Youth, le premier enregistrement de Phil Collins avant qu’il ne rejoigne Genesis ; et Stolen from Time, l'album du groupe norvégien Popol Ace, qui mêle rock progressif et pop rock,. En 2024, Émile Jacotey, l'album conceptuel de 1975 d'Ange, a été remastérisé. 

« […] dans les années '80, j'ai observé que toutes les maisons de disques avaient oublié le rock progressif pour se tourner vers des styles plus rentables comme le punk ou la new wave. Je trouvais particulièrement inacceptable qu'un style de musique puisse être condamné uniquement pour des raisons de profit. »

— Bernard Gueffier, Interview avec Record Collectors Europe, juin 2014.

## Sous-labels
Musea Records compte plusieurs labels associés, qui couvrent différents styles musicaux liés au rock progressif ou aux musiques nouvelles :
- Musea Parallèle[11], consacré au jazz rock fusion ;
- Gazul[11], consacré aux musiques nouvelles ;
- Brennus Thundering International[11], consacré au metal mélodique et au metal extrême ;
- Angular, consacré au néo-progressif[Quoi ?] ;
- Ethnea, consacré au folk rock et aux musiques ethniques ;
- Dreaming[11], consacré aux musiques électroniques ;
- Bluesy Mind[11], consacré au blues rock ;
- Great Winds[11], consacré à la musique jazz rock fusion et aux musiques nouvelles ;
- Rebel Music[11], consacré au rock sophistiqué[Quoi ?] actuel ;
- Musiphyle[11], consacré au rock progressif seventies ;